# Kingston (Ohio)
Pour les articles homonymes, voir Kingston.
Kingston est un village du comté de Ross dans l'État de l'Ohio aux États-Unis.

## Démographie
| Groupe            | Kingston | Ohio | États-Unis |
| ----------------- | -------- | ---- | ---------- |
| Blancs            | 98,8     | 82,7 | 72,4       |
| Afro-Américains   | 0,6      | 12,2 | 12,6       |
| Métis             | 0,4      | 2,1  | 2,9        |
| Autres            | 0,2      | 3,0  | 12,1       |
| Total             | 100      | 100  | 100        |
|                   |          |      |            |
| Latino-Américains | 1,5      | 3,1  | 16,7       |

Selon l'American Community Survey, pour la période 2011-2015, 95,71 % de la population âgée de plus de 5 ans déclare parler anglais à la maison, alors que 3,15 % déclare parler l'espagnol, 0,95 % le français et 0,19 % le yiddish.

## Source
- (en) Cet article est partiellement ou en totalité issu de l’article de Wikipédia en anglais intitulé « Kingston, Ohio » (voir la liste des auteurs).